# Monticello, Iowa
Monticello là một thành phố thuộc quận Jones, tiểu bang Iowa, Hoa Kỳ. Năm 2010, dân số của thành phố này là 3796 người.

## Dân số
Dân số qua các năm:
- Năm 2000: 3607 người.
- Năm 2010: 3796 người.